# Oblast' di Tjumen'
L'oblast' di Tjumen' (in russo Тюменская область?, Tjumenskaja oblast') è un'oblast' della Russia, la terza per superficie, e si estende dal confine con il Kazakistan fin oltre il circolo polare artico. L'oblast' racchiude entro i suoi confini due circondari autonomi, quello dei Chanty-Mansi-Jugra e quello di Jamalia. Il capoluogo dell'oblast' è Tjumen', che con oltre 500 000 abitanti ne è la città più popolosa.

## Geografia antropica

### Suddivisioni amministrative
Sono compresi nella oblast' di Tjumen', anche se con un certo grado di autonomia, il circondario autonomo Jamalo-Nenec e il circondario autonomo degli Chanty-Mansi-Jugra.
La oblast' di Tjumen' (senza considerare i due circondari autonomi) si divide in:
- 22 rajon;
- 5 città sotto la giurisdizione della oblast'.

#### Rajon
La oblast' di Tjumen' comprende 22 rajon (fra parentesi il capoluogo; sono indicati con un asterisco i capoluoghi non direttamente dipendenti dal rajon ma posti sotto la giurisdizione della oblast'):
- Abatskij (Abatskoe)
- Armizonskij (Armizonskoe)
- Aromaševskij (Aromaševo)
- Berdjužskij (Berdjuž'e)
- Golyšmanovskij rajon (Golyšmanovo)
- Isetskij (Isetskoe)
- Išimskij (Išim*)
- Jalutorovskij (Jalutorovsk*)
- Jarkovskij (Jarkovo)
- Jurginskij (Jurginskoe)
- Kazanskij (Kazanskoe)

- Nižnetavdinskij (Nižnjaja Tavda)
- Omutninskij (Omutninskoe)
- Sladkovskij (Sladkovo)
- Sorokinskij (Bol'šoe Sorokino)
- Tjumenskij (Tjumen'*)
- Tobol'skij (Tobol'sk*)
- Uporovskij (Uporovo)
- Uvatskij (Uvat)
- Vagajskij (Vagaj)
- Vikulovskij (Vikulovo)
- Zavodoukovskij (Zavodoukovsk*)

#### Città
I centri abitati della oblast' che hanno lo status di città (gorod) sono 5, tutte poste sotto la diretta giurisdizione della oblast' e che costituiscono pertanto una divisione amministrativa di secondo livello):
- Išim
- Jalutorovsk
- Tjumen'
- Tobol'sk
- Zavodoukovsk

#### Insediamenti di tipo urbano
Nella oblast' di Tjumen' non sono compresi insediamenti con status di insediamento di tipo urbano.

## Fuso orario
L'oblast' di Tjumen' si trova nel fuso orario di Ekaterinburg (YEKT). Lo scarto dall'UTC è +0500.